# Ірвінг Каммінгс
Ірвінг Каммінгс (англ. Irving Cummings; 9 жовтня 1888 — 18 квітня 1959) — американський кіноактор, режисер, продюсер і письменник.

## Кар'єра
Каммінгс народився в Нью-Йорку в 1888 році. Ще в юнацькому віці, Ірвінг Каммінгс увійшов в акціонерну компанію Дейвісон і став театральним актором в 1900-х, грав на Бродвеї у спектаклях «Герой дня», «Великий Поділ», «В пошуках Грішника». Він виступав партнером Генрі Міллера і легендарної Лілліан Расселл (однієї з найвідоміших актрис та співачок кінця 19-го і початку 20-го століття, відомої своєю красою і стилем, а також за свій голос і вміння триматися на публіці).
Каммінгс приїхав до Голлівуду з Нью-Йорка як актор «Pathe Co.», і працював з багатьма іншими організаціями перш, ніж приєднатися до «Sol Lesser» (компанія відомого на той час американського продюсера), щоб взяти участь у формуванні нової компанії з виробництва фільмів. Він увійшов в кіноіндустрію в 1909 році і швидко став популярним провідним актором. У 1910 році Ірвінг вперше з'явився на екрані, і з цього часу знявся у фільмах «Распутін, чорний монах» (1917) в ролі князя Юсупова, «Жінка, яка дала» (1918), «Не міняйте свого чоловіка» (1919) фільм Сесіла Б. ДеМілля, «Чоловік, жінка і гроші» (1919), «Краща дружина» (1919).
Ірвінг Каммінгс знявся в багатьох фільмах, але, на жаль, тільки деякі з фільмів доступні, за винятком першого художнього фільму Бастера Кітона, комедії «Йолоп» (1920), в якому Каммінгс грає нечесного біржового маклера і у фільмі Фреда Нібло «Секс» (1920). Це фільм-мораль, історія про пороки подружньої пари, один з перших фільмів, що зображує нове явище в 1920-х в Америці. У той же час, фільм містить сцени зваблювання і розпусти, які зробили твір предметом суперечок з приводу його хтивого змісту.

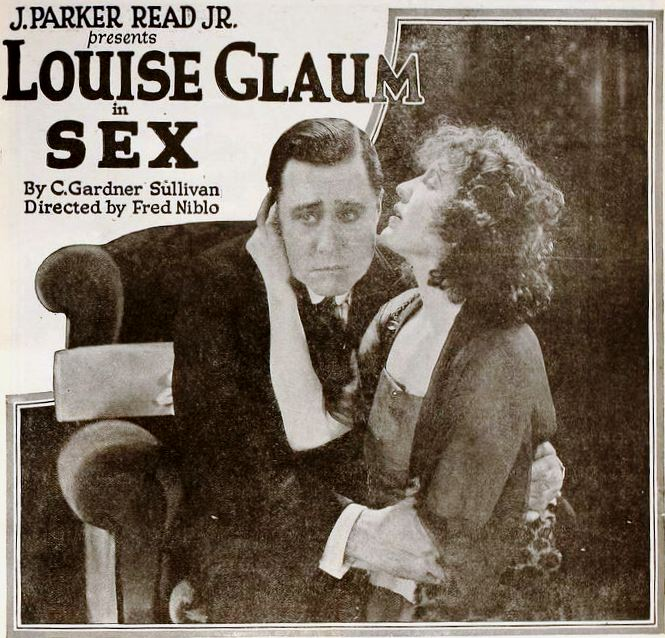
Постер до фільму Секс

На початку 20-х років він перейшов на режисерську роботу. Він став режисером під час зйомок, як відомо найдовшого серіального фільму того періоду, «Діаманти з неба» (1915), який включав в себе 30 епізодів по 30 хвилин. Його перший режисерський повнометражний художній фільм був названий «Людина з пекельної річки» (1922), в ньому він зіграв роль П'єра де Барре. Каммінгс знімав численні німі драми, вестерни, пригодницькі фільми, і час від часу комедії. Він дійсно придбав широку популярність в 1930 році, коли перейшов на 20th Century Fox.
У 1930 році Ірвінг був номінований на премію «Оскар»за свою роботу «У старій Аризоні». Сам фільм був номінований в 4-х категоріях, а за головну роль актор Ворнер Бакстер отримав «Оскар» в категорії найкращий актор. У 1934 році Каммінгс зняв «Гран-Канарія». В 30-х і 40-х він проявив свій талант в мюзиклах, знімаючи улюблену виконавицю Ширлі Темпл.
У 1943 році, як частина 50 річниці народження кінопромисловості, Каммінгс був нагороджений Золотою медаллю Фонду Томаса А. Едісона за видатне досягнення в мистецтві і науці.

## Особисте життя
Пізній період життя, більшу частину свого часу він провів на ранчо поблизу Дель Мар, Каліфорнія. Каммінгс був одружений один раз на актрисі Рут Сінклер Каммінгс. У них народився син, Ірвінг-молодший, а пізніше дочка, Джесі. Син став сценаристом і продюсером.

## Смерть
Ірвінг Каммінгс помер в Лос-Анджелесі 18 квітня 1959 в Голлівуді, Каліфорнія, в госпіталі Cedars-Sinai Medical Center.

## Фільмографія
Фільмографія Ірвінга Каммінгса